# Igor Gruppman
Igor Gruppman (né le 4 juillet 1956 à Kiev) est un violoniste et chef d'orchestre américain d'origine ukrainienne. Il est le principal chef d'orchestre de l'Orchestre au Temple Square à Salt Lake City, Utah, une position qu’il occupe depuis 2003. En mai 2009, Igor Gruppman est nommé par Valery Gergiev au poste de directeur musical de l'Orchestre Mariinsky Stradivary récemment formé.

## Biographie
Gruppman est originaire de Kiev, Ukraine. Il fit ses débuts au « Kiev Philharmonic Hall » en 1967. Il est diplômé du Conservatoire de Moscou, où il étudia sous Leonid Kogan et Mstislav Rostropovitch. Gruppman étudia également avec Jasha Heifetz à Los Angeles à l'USC School of Music.
En 1979, Gruppman émigra avec sa famille aux États-Unis. Peu après, sa future épouse, Vesna Stefanovich-Gruppman (en) qu'il avait connue à la « Moscow Central Music School» ainsi qu’au Conservatoire de Moscou, arriva aux États-Unis, et ils se marièrent.
Igor Gruppman occupa de 1988 à 1995 le poste de Premier violon à l’Orchestre symphonique de San Diego. De 1995 à 1998 il occupa cette même position à l’Orchestre symphonique de Londres. Il fut chef d’orchestre assistant à l’Orchestre Philharmonique de Floride de 1997 à 2003.
En 1993 Gruppman et sa femme furent récompensés par un Grammy Award pour l'enregistrement du Concerto pour deux violons de Malcolm Arnold. Jusqu'en 1997, ils vécurent à San Diego, Californie.
Igor Gruppman et sa femme Vesna Stefanovich-Gruppman furent membres de la Faculté de musique
de l’Université Brigham Young de 1997 à 2003. En 1997, Gruppman fut hôte Premier violon au Royal Philharmonic Orchestra.
Igor Gruppman enseigna pendant 20 années consécutives au « Idyllwild Arts Summer Program » de la fondation « Idyllwild Arts »  à Idyllwild, Californie. En 2003 Gruppman fonda le « Gruppman International Violin Institute » qui a pour but d’enseigner les étudiants de partout dans le monde à l'aide de technologies d’apprentissage à distance.
Depuis 2004 Gruppman est Premier violon à l’Orchestre Philharmonique de Rotterdam. Gruppman est
également professeur au Conservatoire de Rotterdam.

## Source
- (en) Cet article est partiellement ou en totalité issu de l’article de Wikipédia en anglais intitulé « Igor Gruppman » (voir la liste des auteurs).